# Marcus Rustinimicus
Marcus Rustinimicus (asi 1480, Mondsee – po roce 1528), uváděný též jako Bauernfeind (varianty Paurnfeindt, Pawernfeint, Pawerfeint), byl humanistický učenec a básník působící v Olomouci, první doložený rektor městské školy u svatého Mořice. Známý je především jako autor první české humanistické gramatiky latiny.

## Život a dílo
Narodil se kolem roku 1480 v rakouském Mondsee a od roku 1496 studoval na Vídeňské univerzitě, kde byl jeho učitele vlivný německý humanista Conrad Celtis. Titul bakaláře získal v roce 1498 a ve studiích pokračoval na univerzitě v Krakově.
V první polovině roku 1502 přišel na pozvání biskupa Augustina Olomouckého do Olomouce a začal působit na městské škole u svatého Mořice. Od roku 1504 byl členem učené společnosti Sodalitas Maeierhofiana. Podle jiných zdrojů do Olomouce přišel na pozvání Martina Horčičky-Sinapina. Mezi lety 1504 byl rektorem svatomořické školy – první doloženou osobu na této pozici. Na místě pak setrval až do roku 1511. Jeho hlavním úkolem bylo uklidnit poměry po období střetů a zmatků, uvést do školy řád inspirovaný řádem vídeňské školy u svatého Štěpána a přijít s novým textem latinské gramatiky, který by nahradil starší scholastickou donátovskou gramatiku, pro moderní humanistické vzdělávání již nevyhovující.
Rustinimicus proto v roce 1504 vydal pod názvem Ad Moravorum Pueritiam Pedagogus Grammatices první českou humanistickou gramatiku latiny. Tímto činem „provedl útok“ proti „pokleslé středověké latině“ (rozšířené zejména v podobě Doctrinale od Alexandra de Villa Dei) a otevřel cestu výuce klasické latiny. Kniha je věnována učiteli a pozdějšímu městskému písaři Bernhardu Mírovskému, kanovníku Sinapinovi, kanovníku Marku Langovi a městskému radnímu Kristiánu Kiliánovi. Podobně jako Racek Doubravský z Doubravy se Rustinimicus inspiroval především Perottiho humanistickou gramatikou.
Rustinimicus si dopisoval s dalšími evropskými humanisty, například se švýcarským učencem a lékařem Joachimem Vadianem a byl také činný v oblasti poezie. Jeho gramatika obsahuje jedenáct básnických pasáží, jež jsou kromě jiných věnovány třem svatomořickým studentům, pravděpodobně pocházejícím z významných rodin. V roce 1508 přispěl Rustinimicus do souboru básní věnovaných právě zemřelému Conradu Celtisovi. V roce 1511 prokázal podobnou poctu jinému svému humanistickému příteli a spolupracovníku, Arbogastu Strubovi. Podle zmínky v Celtisově testamentu se zdá, že Rustinimicus před Celtisovou smrtí přebýval v Celtisově vídeňském domě u svaté Anny (Haus zu St. Anna).
Také v letech 1505 a 1510 se Marcus Rustininimus dočasně vrátil do Vídně, kde vyučoval na filozofické fakultě tamní univerzity a vedl dům pro chudé studentstvo (Goldberg Kodrei). Byl rovněž vedoucím spolku Die Rheinische Nation, který sdružoval především studenty z Porýní a jižního Německa. Po odchodu z místa svatomořického rektora v roce 1511 se v roce 1512 do Olomouce vrátil a nastoupil na rektorskou pozici pozici v katedrální škole u svatého Václava. V roce 1524 působil na pozici děkana Filozofické fakulty Vídeňské univerzity a v roce 1526 je doložen jako asesor u spolku Die Sächsische Nation. Zemřel někdy po roce 1528.